# Jan van der Wiel
Jan van der Wiel (* 31. Mai 1892 in Breda; † 24. November 1962 in Den Haag) war ein niederländischer Fechter.

## Erfolge
Jan van der Wiel nahm an drei Olympischen Spielen teil. Bei den Olympischen Spielen 1920 in Antwerpen schied er im Einzel mit dem Florett und dem Degen jeweils in der Vorrunde aus, mit dem Säbel belegte er Rang fünf. Mit der Florett-Equipe erreichte er den sechsten Platz. Der Mannschaftswettbewerb mit dem Säbel schloss er mit der niederländischen Equipe, die neben Van der Wiel noch Willem van Blijenburgh, Jetze Doorman, Arie de Jong, Salomon Zeldenrust, Henri Wijnoldy-Daniëls und Louis Delaunoij umfasste, hinter Italien und Frankreich auf dem Bronzerang ab. Vier Jahre darauf trat er in Paris nur noch mit dem Säbel im Einzel und mit der Mannschaft an. Im Einzel kam er nicht über die Vorrunde hinaus, während er mit der Mannschaft die Finalrunde erreichte, in der er hinter Italien und Ungarn den dritten Rang belegte. Gemeinsam mit Jetze Doorman, Maarten van Dulm, Arie de Jong, Hendrik Scherpenhuijzen und Henri Wijnoldy-Daniëls erhielt er so eine weitere Bronzemedaille. 1928 wurde er in Amsterdam, wiederum in den Säbelkonkurrenzen, im Einzel Elfter und mit der Mannschaft Fünfter.